# عباس محمدی (نماینده مجلس)
عباس محمدی (نماینده مجلس) (زادهٔ ۱۳۳۲ در کفترکار) نمایندهٔ حوزهٔ انتخابیهٔ کردکوی در دورهٔ پنجم مجلس شورای اسلامی بوده‌است.